# Темсиролимус
Темсиролимус — внутривенное лекарство для лечения почечно-клеточного рака, разработанное Wyeth Pharmaceuticals и утверждённое FDA в конце мая 2007 года, продаётся как  'Torisel' .